# The Silent Force
The Silent Force este cel de-al treilea album lansat de către formația olandeză de metal simfonic, Within Temptation.
Produs de către Daniel Gibson, produsul a atins instantaneu prima poziție în Olanda și a reușit să intre în multe topuri din țările europene. La numai două luni de la lansarea oficială, The Silent Force a câștigat discuri de aur în Germania, Olanda și Belgia, dar și în Finlanda la mijlocul anului 2005.
Recenziile făcute de către critici au fost în general pozitive. Site-ul RockReviews i-a acordat 9 stele din 10 și a specificat că zilele în care formația Within Temptation se axa mai mult pe sunete clasice ale muzicii rock au trecut. Ei au remarcat de asemenea și „frumoasa voce a lui Adel", dar și stilul unic muzical al trupei.
Într-un interviu acordat site-ului Buzznet, Sharon den Adel a precizat referitor la titlul albumului :

"Titlul ultimului nostru album The Silent Force este de fapt titlul unei cărți scrise de un autor olandez pe nume Louis Couperus la începutul secolului 19 (care a locuit în Indonezia). Toate melodiile incluse pe acest album au o oarecare legătură cu această carte (sau cel puțin numai titlul"

Pentru a promova albumul, trupa a început un nou turneu internațional în anul 2005 compus din multe concerte de-a lungul Europei (incluzând și primul lor mare concert în Londra), dar și unul în Dubai. Stand My Ground, Memories și Angels sunt cele trei single-uri extrase de pe albumul The Silent Forces ce au continuat succesul formației în topurile din Europa, ajutând Within Temptation să câștige cel de-al doilea premiu Edison. Stand My Ground a fost inclus pe trailerul filmului Blood and Chocolate.

## Lista melodii
1. "Intro" – 1:58
2. "See Who I Am" – 4:52
3. "Jillian (I'd Give My Heart)" – 4:47
4. "Stand My Ground" – 4:28
5. "Pale" – 4:28
6. "Forsaken" – 4:54
7. "Angels" – 4:00
8. "Memories" – 3:51
9. "Aquarius" – 4:47
10. "It's the Fear" – 4:07
11. "Somewhere" – 4:14

### Piese bonus
GUN Records Release
1. "A Dangerous Mind" – 4:17
2. "The Swan Song" – 3:58

Roadrunner Records Release
1. "Destroyed" – 4:52
2. "Jane Doe" – 4:30

### Videclipuri
1. Stand My Ground
2. Behind The Scenes
3. Photogallery
4. Screen Saver

Ediția Limitată:
1. Stand My Ground
2. Angels
3. Photo Gallery
4. The Making Of Stand My Ground

## B-sides
- "A Dangerous Mind"
- "The Swan Song"
- "Destroyed"
- "Towards the End"
- "Overcome"
- "Say My Name"